# Utsunomiya Blitzen
Utsunomiya Blitzen is een wielerploeg die een Japanse licentie heeft. De ploeg bestaat sinds 2009. Utsunomiya Blitzen komt uit in de continentale circuits van de UCI.

## Ploegleiding
N.B. allen Japanners

### Renners
N.B. Enkel Japanners met blauwelink zijn weergegeven